# Gliptine

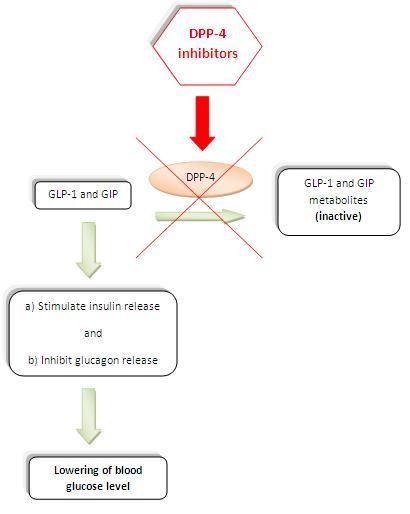
Schéma de l'inhibition de la DPP-4 par la gliptine.

Les gliptines ou inhibiteurs de la dipeptidyl peptidase-4 (DPP-4), forment une classe de médicaments antidiabétiques.
La DPP-4 est une enzyme qui inactive les incrétines : glucagon-like peptide-1 (GLP-1) et gastric inhibitory polypeptide ou glucose-dependent insulinotropic peptide (GIP). L'inhibition de la DPP-4 entraîne une augmentation importante de la concentration de GLP-1 et de GIP qui provoquent une augmentation de la sécrétion d'insuline et une diminution de la sécrétion de glucagon, propriété permettant d'améliorer l'équilibre en sucre chez le diabétique. Les gliptines font ainsi partie des molécules jouant sur l'augmentation du taux d'incrétine, les autres étant des analogues de cette dernière : exénatide et liraglutide.

## Principaux représentants
- Sitagliptine (noms commerciaux: Januvia, Janumet, Xelevia, Velmetia)
- Vildagliptine (noms commerciaux: Eucréas, Galvumet, Galvus)
- Saxagliptine (noms commerciaux: Komboglyze, Onglyza)
- Linagliptine
- Gemigliptine
- Alogliptine

## Efficacité
Donnés seuls contre le diabète, ils sont moins efficaces que la metformine tant au niveau équilibre du diabète que celui de la perte de poids. En association avec d'autres antidiabétiques, ils semblent aussi efficaces que les glitazones et les sulfonylurées dans la baisse de l'hémoglobine glyquée et ont une action favorable sur le poids par rapport à ces deux derniers. Par rapport aux analogues de l'incrétine, ils sont moins efficaces et font perdre moins de poids.
Il n'existe pas de preuve de son efficacité quant à la réduction du risque de survenue de maladies cardio-vasculaires, ni sur la mortalité toutes causes confondues,,.

## Effets indésirables
En 2013, deux études associant les incrétines et les gliptines à un risque accru de pancréatites et de métaplasie des cellules ductales ont été publiées, ce qui a amené la Food and Drug Administration (FDA) aux États-Unis, puis l'Agence européenne des médicaments à demander des investigations complémentaires sur les risques pancréatiques des traitements basés sur ces molécules dans le diabète de type 2.
En Europe, les molécules impliquées dans ces demandes de recherche complémentaire sont : l'exénatide (Byetta, Bydureon), la liraglutide (Victoza), la lixisénatide (Lyxumia), la sitagliptine (Efficib, Januvia, Janumet, Ristaben, Ristfor, Tesavel, Velmetia, Xelevia), la saxagliptine (Komboglyze, Onglyza), la linagliptine (Jentadueto, Trajenta) et la vildagliptine (Eucreas, Galvus, Icandra, Jalra, Xiliarx, Zomarist).
Par ailleurs, les données de pharmacovigilance rapportent de nombreux effets secondaires, parfois graves: insuffisances cardiaques (observées avec la saxagliptine mais pas chez les autres gliptines), troubles rénaux, problèmes immunitaires, pancréatites, troubles cutanés, douleurs articulaires invalidantes etc.